# Franz Kralicek

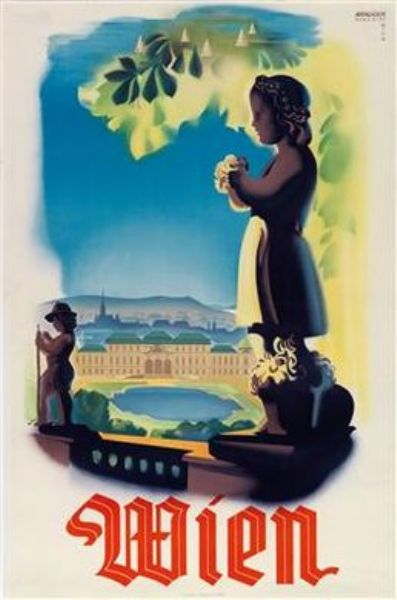
Werbeplakat von Franz Kralicek

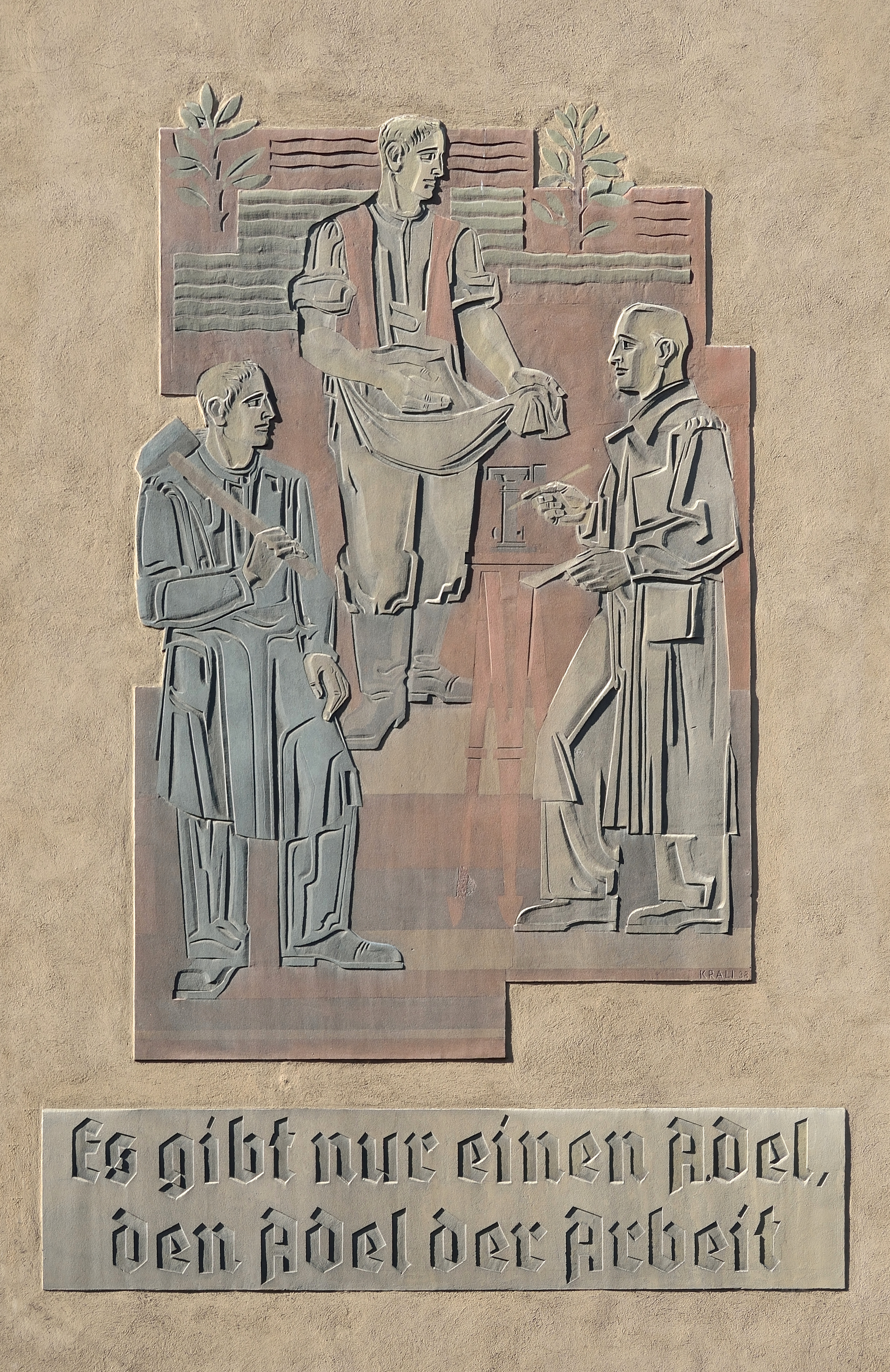
Sgraffito, Operngasse 24

Franz Kralicek (* 6. Januar 1907 in Brünn; † 13. Juli 1943 in Wien) war ein österreichischer Gebrauchsgrafiker und Freskant.

## Leben
Nach dem Besuch der Brünner Volks- und Bürgerschule studierte Kralicek an der Abteilung für Reproduktionsverfahren an der Graphischen Lehr- und Versuchsanstalt in Wien. Er setzte sein Studium im Herbst 1929 an der Staatlichen Kunstgewerbeschule Wien fort, wo er sich in der Fachklasse für Malerei bei Bertold Löffler auf Plakatgestaltung spezialisierte. Gleichzeitig besuchte er auch Aktzeichenkurse bei Reinhold Klaus und Albert Paris Gütersloh. Am 9. Mai 1934 brach er das Studium ab und unternahm eine dreimonatige Studienreise nach Griechenland und in die Türkei. Von 1934 bis 1938 studierte Kralicek an der Akademie der bildenden Künste Wien in der Meisterklasse bei Ferdinand Andri. Sein künstlerisches Schaffen wurde mit der „Belobigenden Anerkennung“ ausgezeichnet.
Im Frühjahr 1937 führte er in Neapel bei einer studentischen Kunstausstellung die Fresken und Sgraffiti aus.
Nach seiner Ausbildung war Kralicek zunächst als freischaffender Grafiker und Freskomaler tätig. Sein erstes größeres Werk war das Sgraffito „Adel der Arbeit“ auf der Hausfassade in der Operngasse 24 in Wien. 1937 schuf er die Fresken in der Pfarrkirche Breitstetten im Marchfeld. 
Im Jahr 1937 lernte er Elisabeth Benedikt (1897–1977) kennen und heiratete sie im Frühjahr 1943. Gemeinsam eröffneten sie in der Rathausstraße 3/5 das Atelier „Krali–Benedikt“, welches im Zeitraum von 1938 bis 1941 Drucksorten für den Tourismusverband Niederdonau und Wien lieferte.
Nach dem Anschluss Österreichs im März 1938 wurde Kralicek Mitglied der am 15. November 1938 gegründeter „Gemeinschaft bildender Künstler“ und der „Reichskulturkammer“. Am 2. Januar 1940 erhielt er offiziell das Meisterschulzeugnis.
Franz Kralicek war von 1938 bis 1939 als Assistent bei Paul Kirnig an der Kunstgewerbeschule tätig, wo er die Werkstätte für Druckverfahren sowie für Freskomalerei leitete. 1941 übernahm er die Fachklasse für Gebrauchs-, Illustrations- und Modegraphik, wurde jedoch zur Wehrmacht eingezogen. Während seiner Stationierung in Hainburg an der Donau wurde er mit der Erstellung der Fresken im Speisesaal der dortigen Kaserne beauftragt. Danach schuf er Fresken in Speisesälen der Kaserne Eisenstadt und dem Wiener Arsenal, sowie im Pferdestall in Znaim. 
Im Zeichenwettbewerb der Wehrmacht gewann er für seine Werke zu den Themen „Front und Heimat“, „Krieg und Kunst“ und „Der junge Bauer im Osten“ jeweils den 1. Preis und für das Bild „Gebirgsjäger“ den 2. Preis in der Kategorie Zeichnen. Für die Ausführung seines wichtigsten Werkes, der Bemalung des Eisernen Vorhanges des Opernhauses der Stadt Wien wurde Kralicek im Sommer 1943 von der Wehrmacht temporär freigestellt. Am Tag, an dem er mit den Arbeiten beginnen sollte, starb Franz Kralicek im Alter von 36 Jahren infolge eines Herzinfarktes. Der Vorhang wurde nach Kraliceks Entwurf von Rudolf Holzinger, Max Frey und Günther Baszel ausgeführt. 
Kraliceks Nachlass befindet sich in der Wienbibliothek im Rathaus.